# Uga Uga
Uga Uga é uma telenovela brasileira produzida e exibida pela TV Globo de 8 de maio de 2000 a 19 de janeiro de 2001, em 221 capítulos. Substituiu Vila Madalena e foi substituída por Um Anjo Caiu do Céu, sendo a 60ª "novela das sete" exibida pela emissora.
Escrita por Carlos Lombardi, com a colaboração de Margareth Boury e Tiago Santiago, teve direção de João Camargo e Ary Coslov. A direção geral foi de Alexandre Avancini e Wolf Maya, também diretor de núcleo.
Contou com as atuações de Cláudio Heinrich, Humberto Martins, Vivianne Pasmanter, Lima Duarte, Marcello Novaes, Betty Lago, Nair Bello, Marcos Pasquim e Mariana Ximenes.

## Enredo

Cláudio Heinrich caracterizado como Tatuapú.

Os biólogos Nikos Junior e Mag são assassinados por índios rebeldes durante uma expedição na Amazônia, deixando o pequeno Adriano – com apenas três anos – sozinho na selva, sendo salvo e cuidado pelo Pajé Anru de uma pacífica tribo. Passados vinte anos, agora sob o nome nativo de Tatuapú, o rapaz se tornou um legítimo índio, nem fazendo ideia que seu avô, Nikos, nunca deixou de procurá-lo e que ele é herdeiro único da poderosa fábrica de brinquedos Tróia. A insistência em encontrar o neto é um estorvo para a ambiciosa Santa, cunhada de Nikos, que deseja que o filho Rolando seja o herdeiro por hierarquia e ordena que este voe até o local onde Adriano desapareceu para simular interesse nas buscas. Ironicamente o avião de Rolando cai na selva e ele é salvo exatamente por Tatuapú. Em meio a esse acidente ainda estava Baldochi, homem que precisou forjar a própria morte anos antes, para fugir do bandido Turco, que ele havia ajudado a enviar para a cadeia, e que fugiu para se vingar.
Ele descobre que Tatuapú é Adriano e o leva para sua família no Rio de Janeiro, tornando-se seu mentor na cidade grande. Ao contar a todos que está vivo, Baldochi tem que lidar com Maria João, ex-noiva que ele deixou no altar no dia do casamento para fugir de Turco e que agora o odeia. Decidido a reconquistá-la, ele passa a disputar a amada com seu novo namorado, o malandro Beterraba, embora nem imagine que o irmão dela, Dinho, é na verdade filho dos dois. Já Tatuapú, além de uma nova vida que ele jamais imaginou que existia, enfrenta o dilema em estar dividido entre o amor puro de Guinevére e as aventuras com Bionda, moça doidivanas, que fugiu diversas vezes de casamentos arranjados pelos pais, Felipe e Vitória, exatamente no altar, fazendo a família sempre ser alvo de humilhação pública. Ela é irmã da ambiciosa Bruna, que só pensa em dinheiro e colocar as mãos na fortuna dos pais.
As duas são primas da atrapalhada Tati, uma pobretona da parte falida da família, que é facilmente enganada por todos por ser ingênua demais, inclusive pelo namorado, Rolando, mas que encontra o verdadeiro amor nos braços do mulherengo Van Damme, irmão de Baldochi, com quem tem uma fogosa relação. Já Bionda se divide entre três amores: o excêntrico de Tatuapú, o policial Salomão – com quem vive uma cômica relação de amor e ódio – e o sensual Amon. Já Stella é uma operária da fábrica de brinquedos que ignora os sentimentos de Ary por querer um homem rico, embora ele seja disputado por Shiva. Ainda há Brigitte, ex-aeromoça demitida quando descobrem que ela contrabandeava produtos no avião e que se torna tutora de Tatuapú.

## Elenco
| Intérprete           | Personagem                             |
| -------------------- | -------------------------------------- |
| Cláudio Heinrich     | Tatuapú Guapurú / Adriano Karabastos   |
| Humberto Martins     | Bernardo Baldocchi (Cala-Calú) / Bento |
| Vivianne Pasmanter   | Maria João Portela                     |
| Lima Duarte          | Nikolaos Karabastos (Nikos)            |
| Marcello Novaes      | Darcy dos Santos (Beterraba)           |
| Betty Lago           | Brigitte Limeira / Alice               |
| Nair Bello           | Pierina Baldocchi                      |
| Vera Holtz           | Santa Karabastos                       |
| Marcos Pasquim       | Casemiro Baldocchi (Van Damme)         |
| Danielle Winits      | Tatiana da Silva Prado (Tati)          |
| Mariana Ximenes      | Bionda Cristina Arruda Prado           |
| Ângelo Paes Leme     | Detetive Salomão Vargas                |
| Marcelo Faria        | Detetive Amon Rá Guerra                |
| Stepan Nercessian    | João Guerra                            |
| Nívea Stelmann       | Guinevére Anísio                       |
| Tato Gabus Mendes    | Anísio Karabastos                      |
| Heitor Martinez      | Rolando Karabastos                     |
| Roberto Bonfim       | Pajé Anrú Guapurú                      |
| Lúcia Veríssimo      | Maria Pellegrino (Maria Louca)         |
| Sílvia Pfeifer       | Victória Arruda Prado                  |
| Wolf Maya            | Filipe Arruda Prado                    |
| Rita Guedes          | Stella Valim                           |
| Mário Gomes          | Ladislau Pomeranz                      |
| Françoise Forton     | Larissa Vargas Pomeranz                |
| Juliana Baroni       | Shiva Maria Vargas Pomeranz            |
| Tatyane Goulart      | Lilith Vargas Pomeranz                 |
| Mateus Rocha         | Ary Torres                             |
| Delano Avelar        | Antônio Argel                          |
| Joana Limaverde      | Bruna Amaral                           |
| John Herbert         | Veludo Herrera                         |
| Geórgia Gomide       | Gherda Herrera                         |
| Oswaldo Loureiro     | Querubim Portela                       |
| Alexandre Lemos      | Bernardo Portela Baldocchi (Dinho)     |
| Maria Ceiça          | Rosa Fontes                            |
| João Camargo         | Padre Euclides                         |
| Hayrton Júnior       | Yvone Shirley                          |
| Vic Militello        | Dominatrix                             |
| João Carlos Barroso  | Pereirinha                             |
| Jorge Pontual        | Mutuca                                 |
| Nelson Freitas       | Nilo                                   |
| Alexandre Schumacher | Zen                                    |
| Luiz Guilherme       | Turco                                  |
| Beth Lamas           | Madá                                   |
| Marcela Raffea       | Dóris                                  |
| Hugo Gross           | Batista                                |
| Mônica Mattos        | Tânia                                  |
| Pia Manfroni         | Penha                                  |
| Vanessa Nunes        | Penélope                               |
| Augusto Vargas       | Beto                                   |
| Alexandre Zacchia    | Jambo                                  |
| Osvaldo Mil          | Geraldão                               |
| Tetê Vasconcelos     | Ruivão                                 |
| Emanuelle Soncini    | Patuapá                                |
| Rachel Nunes         | Tuiuiú                                 |
| Silvia Nobre         | Crocoká                                |
| George Bezerra       | José Carlos Fontes (Zeca)              |

### Participações especiais
| Intérprete               | Personagem                             |
| ------------------------ | -------------------------------------- |
| Marcos Frota             | Nikolaos Karabastos Júnior (Nikos Jr.) |
| Denise Fraga             | Magnólia Karabastos (Mag)              |
| Luciano Szafir           | Pedro Paulo Amaral (P.P.)              |
| Luiz Fernando Guimarães  | Comandante Varella                     |
| Lolita Rodrigues         | Carmem Louise Ladvocat                 |
| Inês Galvão              | Comandante Mendonça                    |
| Ricardo Petraglia        | Investigador Roberto                   |
| Jardel Mello             | Delegado Cunha                         |
| Isadora Ribeiro          | Marlene dos Santos                     |
| Bemvindo Sequeira        | Maurício                               |
| Edwin Luisi              | Gerárd France                          |
| Cássia Linhares          | Lulu                                   |
| Bianca Castanho          | Ametista                               |
| Taís Araújo              | Emilinha                               |
| Gabriel Braga Nunes      | Otacílio                               |
| Daniele Suzuki           | Sarah                                  |
| Paula Burlamaqui         | Kate                                   |
| Carlos Bonow             | Xavier                                 |
| Walter Breda             | Braz                                   |
| Marcos Breda             | Gumercindo                             |
| Sérgio Loroza            | Pimpão                                 |
| Clarice Niskier          | Amélia                                 |
| Cláudia Lira             | Suzy                                   |
| Oswaldo Louzada          | Dr. Moretti                            |
| Elias Gleizer            | Ceguinho                               |
| Norma Geraldy            | Norma                                  |
| Miriam Pires             | Cecília                                |
| Cláudio Mamberti         | Paulão                                 |
| Carlos Machado           | Alexandre                              |
| Betty Erthal             | Violeta                                |
| Regina Restelli          | Josefina                               |
| Roberto Lopes            | Leão                                   |
| Roney Villela            | Sardinha                               |
| Cláudia Liz              | Priscila                               |
| Sokram Sommar            | Tupã                                   |
| Louise Ladvocat          | Teca                                   |
| Daniel de Assis Trindade | Ilorilá                                |

## Produção

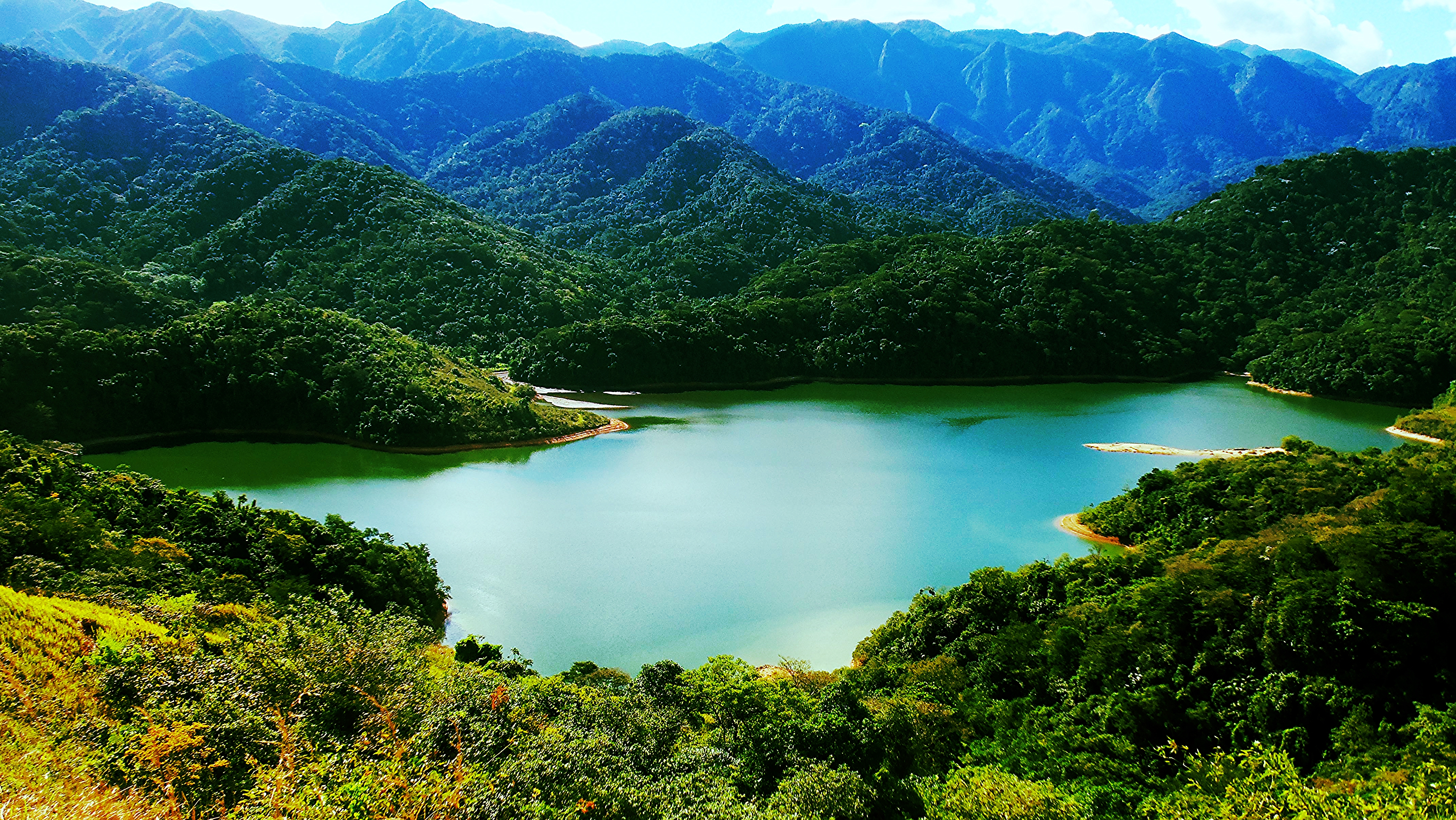
As gravações externas ocorreram em Xerém, no Rio de Janeiro.

Originalmente a novela estrearia na faixa das 18h como substituta Força de um Desejo. No entanto, Carlos Lombardi nunca entregou o número de capítulos prévios suficientes para que a história inicial fosse avaliada e aprovada dentro do prazo limite – até setembro de 1999 – e Esplendor, de Ana Maria Moretzsohn, acabou ficando com a vaga para o horário. O autor foi informado que teria mais cinco meses de prazo, uma vez que seu projeto foi promovido para "novela das sete" e estrearia em maio de 2000, substituindo Vila Madalena e em uma tentativa de inserir comédia para tentar salvar o horário.
As gravações começaram em setembro de 1999. As cenas iniciais de Baldochi, ambientadas na Costa Rica, foram gravadas em Vassouras, interior do Rio de Janeiro, cuja arquitetura cinquentista estava bem preservada. As cachoeiras de Lumiar, também no Rio de Janeiro foram utilizadas para as sequências iniciais de Tatuapú, enquanto a reserva natural de Xerém serviram de cenário para a floresta que o personagem morava, onde a equipe também gravou diversas cenas de vista aéreas para dar veracidade às cenas da tribo, que eram de estúdio. Outras gravações ocorreram em Angra dos Reis e Miguel Pereira. Os cenógrafos Mário Monteiro e Maurício Rohlfs ficam responsáveis pela criação da cidade cenográfica que foi construída nos Estúdios Globo, sendo dividida em dois espaços principais: o primeiro era uma réplica do  bairro carioca de Santa Teresa, onde a maior parte dos personagens morava, enquanto o segundo era a tribo de Tatuapú – a qual teve todo o cenário reaproveitado da tribo utilizada na minissérie A Muralha.
A novela foi uma das que menos utilizaram os estúdios da emissora, tendo 30% de cenas de estúdio e 70% de externas. Cada capítulo foi orçado em R$ 180 mil. Inicialmente Uga Uga foi planejada para ter 160 capítulos porém a emissora pediu que ela fosse expandida para 250 capítulos, devido ao sucesso. O autor recusou, alegando que a história perderia fôlego com tanto tempo no ar, fechando um acordo para escrever mais 61 capítulos, totalizando 221, mais dois meses e meio no ar.

### Escolha do elenco
Susana Vieira foi convidada para interpretar a antagonista Santa, porém a atriz recusou apenas por achar o nome da novela de mau gosto. Originalmente Murilo Benício foi convidado para interpretar Beterraba, porém o ator já estava escalado como protagonista de Esplendor. Marcos Palmeira chegou a aceitar o papel, porém foi deslocado antes do início das gravações para Porto dos Milagres, passando o personagem enfim para Marcello Novaes. Carlos Lombardi queria um ator loiro para interpretar o protagonista para que o público não pudesse achar que em algum momento o personagem fosse indígena, deixando clara a intenção de ser um órfão perdido criado por povos originários, optando especialmente por Cláudio Heinrich, com quem o autor já havia trabalhado em Malhação. O elenco contou com alguns nomes escolhidos pessoalmente pelo autor e já tradicionais em suas novelas, como Humberto Martins, Betty Lago, Françoise Forton, Mário Gomes, Marcelo Novaes e Tatyane Goulart.
Para se preparar para o personagem, Cláudio Heinrich passou a fazer aulas intensivas de musculação para conquistar um corpo definido, além de passar por sessões de bronzeamento artificial para ficar com o bronzeado similar a alguém que nunca usou protetor. O ator também passou uma semana no Parque Indígena do Xingu convivendo com indígenas Uailapiti e descendentes de indígenas, tendo também aulas de línguas tupi-guaranis para criar a língua própria do povo fictício da história.

### "Descamisados"

Mateus Rocha, Cláudio Heinrich, Humberto Martins, Marcos Pasquim e Marcello Novaes na capa da Isto É Gente como os "descamisados".

A tradição dos personagens seminus na maioria do tempo e cenas altamente sensuais em trabalhos de Carlos Lombardi também esteve presente em Uga Uga. A revista Isto É avaliou que o público era atraído para a trama pelas cenas de Danielle Winits com trajes molhados e transparentes e Cláudio Heinrich usando apenas uma tanga. Marcos Pasquim tornou-se um dos maiores símbolos sexuais da época, pelo corpo torneado e com pelos naturais – o protótipo da virilidade masculina na época – o que intensificou suas cenas usando apenas cueca e se relacionando com diversas mulheres ao longo da história. O autor declarou que a sexualização da história era intencional: "No outono/inverno, o telespectador é atraído pelos cenários iluminados". Tamanho foi o sucesso que a revista Isto É Gente realizou uma matéria especial falando sobre os "descamisados", trazendo Marcello Novaes, Mateus Rocha, Cláudio Heinrich, Humberto Martins e Marcos Pasquim sem camisa na capa.
A imprensa tratou a repercussão como a invasão do "homem-objeto", alegando que a televisão estava repleta de mulheres seminuas há anos e que Uga Uga trouxe o homem como objeto também para o desejo das mulheres. Cláudio Heinrich teve que parar uma das gravações na praia após um acumulo excessivo de pessoas em volta dele, que chegaram a cercar o carro de uma reportagem acreditando que o ator estivesse dentro. Mateus Rocha chegou a ter seu órgão genital apalpado por mulheres e recebeu propostas em dinheiro para trocar favores sexuais, enquanto Marcello Novaes foi cercado por mulheres durante um desfile que fazia em Fortaleza, que furaram o cordão de segurança e atrapalharam o trabalho para assediá-lo. Marcos Pasquim recebeu diversos convites para posar nu, mas não aceitou. Apesar de interpretarem policiais, Ângelo Paes Leme e Marcelo Faria passaram a fazer cenas sem roupa e apareceram em nu traseiro.
Para agradar o público masculino o autor também intensificou as cenas em que Danielle Winits e Joana Limaverde apareciam com amplos decotes ou de roupas íntimas, além de incorporar Mariana Ximenes e Nívea Stelmann em cenas na tribo de Tatuapú com trajes indígenas reveladores. Porém, o excessivo apelo sexual da trama recebeu críticas da imprensa, como do jornal Folha de S.Paulo, que alegou que a novela deveria se chamar Sexo Sexo e que "...não importa a história. Tudo é motivo para estimular a libido dos telespectadores". A novela chegou a ser notificada pelo Ministério da Justiça pelo excesso de sensualidade, ameaçando reclassifica-la para 12 anos, o que impediria sua exibição antes das 20h, porém isso não chegou a acontecer mesmo com o autor mantendo o teor das cenas.

### Conteúdo transmídia
Em setembro de 2000, devido ao sucesso da personagem Bionda com as crianças, a emissora fechou uma parceria com a empresa fabricante de brinquedos Estrela para lançar uma versão da boneca Susi com os traços e roupas do papel de Mariana Ximenes, com uma produção de cem mil unidades, além de relançar o tradicional boneco da década de 1980 Sapo Chulé, personagem criado pelo quadrinhista Paulo José, que seria aromatizado com essência de queijo gorgonzola, e que na novela representaria o índio Tatuapú. Os tererês metalizados utilizados também por Bionda também se tornaram um item comercial, apesar de não pelas empresas Globo, tendo sido vendido em lojas e bancas de camelô de forma informal.

## Exibição

### Outras Mídias
Nunca reprisada, foi disponibilizada na íntegra pelo Globoplay em 27 de fevereiro de 2023, como parte do Projeto Resgate.

## Trilha sonora

### Nacional
A primeira trilha sonora da telenovela foi lançada em 12 de setembro de 2000 pela Som Livre. A capa do álbum teve caricaturas presentes na abertura da novela.
Lista de faixas
| N.º            | Título                                         | Música            | Personagem tema        | Duração |  |
| 1.             | "Viralata de Raça (Ao Vivo)"                   | Ney Matogrosso    | Rolando                | 3:28    |  |
| 2.             | "Metamorfose Ambulante"                        | Primo Johnny      | Bionda                 | 3:11    |  |
| 3.             | "Kotahitanga (Union)"                          | Hinewehi Mohi     | Abertura               | 4:00    |  |
| 4.             | "Se Eu Não Te Amasse Tanto Assim"              | Ivete Sangalo     | Maria João e Baldochi  | 4:09    |  |
| 5.             | "Aquela"                                       | Raimundos         | Beterraba              | 3:22    |  |
| 6.             | "Fogueira"                                     | Sandra de Sá      | Maria João e Beterraba | 3:53    |  |
| 7.             | "Tô Sem Grana"                                 | Elétrika          | Baldochi               | 4:06    |  |
| 8.             | "Vem"                                          | Patrícia Coelho   | Tema Geral             | 3:52    |  |
| 9.             | "Deixa o Amor Acontecer (Betcha by Golly Wow)" | Roupa Nova        | Tatuapú e Gui          | 3:45    |  |
| 10.            | "Não Tô Entendendo"                            | P.O.Box           | Tatiana                | 4:02    |  |
| 11.            | "Uma Antiga Manhã"                             | Marina Lima       | Vitória                | 2:53    |  |
| 12.            | "Feelings"                                     | Morris Albert     | Nikos                  | 3:34    |  |
| 13.            | "Killing Me Softly (With His Song)"            | Milton Nascimento | Vitória                | 4:59    |  |
| 14.            | "Minha Timidez"                                | Fat Family        | Salomão e Bionda       | 5:02    |  |
| 15.            | "Amar, Amar (True Love)"                       | João Bosco        | Brigite                | 3:24    |  |
| Duração total: | Duração total:                                 | Duração total:    | Duração total:         | 57:48   |  |

### Internacional
A segunda trilha sonora da telenovela foi lançada em 12 de setembro de 2000 pela Som Livre, compilando canções internacionais. Cláudio Heinrich ilustrou a capa do álbum.
Lista de faixas
| N.º            | Título                      | Música             | Personagem tema       | Duração |  |
| 1.             | "I Turn to You"             | Christina Aguilera | Maria João e Baldochi | 4:04    |  |
| 2.             | "You Sang to Me"            | Marc Anthony       | Vitória               | 5:46    |  |
| 3.             | "Hold Me Tight"             | Michael Allen      | Geral                 | 3:35    |  |
| 4.             | "Kayomani"                  | Kundalini Rising   | Tatuapú               | 3:42    |  |
| 5.             | "I Try"                     | Macy Gray          | Brigite               | 3:52    |  |
| 6.             | "Back At One"               | Brian McKnight     | Van Damme e Tati      | 4:21    |  |
| 7.             | "Lovin' You"                | Fernanda           | Tatuapú e Gui         | 3:48    |  |
| 8.             | "Are You Still Having Fun?" | Eagle-Eye Cherry   | Geral                 | 3:06    |  |
| 9.             | "Northern Star"             | Melanie C          | Ary                   | 4:39    |  |
| 10.            | "Thank You For Loving Me"   | Bon Jovi           | Amon                  | 5:07    |  |
| 11.            | "I'll Be Holding On"        | Romeo              | Gui                   | 3:33    |  |
| 12.            | "Breathless"                | The Corrs          | Bionda                | 3:25    |  |
| 13.            | "I Wanna Be With You"       | Mandy Moore        | Tatuapú e Bionda      | 4:12    |  |
| 14.            | "Back For Good"             | Giselle Haller     | Bruna                 | 3:48    |  |
| 15.            | "Where Are You?"            | Bosson             | Tatuapú               | 3:39    |  |
| 16.            | "Anything You Want"         | Bengaloo           | Beterraba             | 3:38    |  |
| Duração total: | Duração total:              | Duração total:     | Duração total:        | 64:21   |  |

## Audiência
Uga Uga estreou com 42 pontos de média e picos de 47, representando um aumento de dez pontos em relação a estreia da anterior, Vila Madalena, tornando-se também a maior audiência da emissora naquele dia, empatada com a "novela das oito" Terra Nostra.
A média da primeira semana fechou em 37 pontos, a melhor em três anos. Durante os dois primeiros meses os índices se mantiveram positivos entre 35 e 36 pontos, um aumento de três pontos em relação a antecessora e seis a Andando nas Nuvens. Em 23 de agosto a trama bateu seu recorde com 51 pontos.
O último capítulo marcou 40 pontos, com picos de 51. Uga Uga teve média geral de 38 pontos, acima do esperado pela emissora – a meta para o horário na época era de 30 – sendo a melhor audiência das "novelas das sete" desde Cara & Coroa, em 1995.
Apesar do grande sucesso de audiência na época e dos pedidos de exibição por parte dos telespectadores, a novela nunca foi reprisada.

## Controvérsias
A personagem de Betty Lago foi alvo de protestos por parte do Sindicato Nacional dos Aeronautas, que reclamaram do comportamento pouco ortodoxo da aeromoça.
O estereótipo criado na novela causou imensa revolta entre indígenas, que afirmavam que a novela estava incentivando a sexualização de povos nativos, além de serem retratados como "animais de atração em um circo, usados para chamar a atenção".

## Prêmios
- Prêmio Millenium

Melhor Atriz: Mariana Ximenes
- Melhores do Ano

Atriz Revelação: Mariana Ximenes
- Prêmio Magnífico

Melhor Atriz: Mariana Ximenes
- Prêmio Qualidade Brasil

Melhor Personagem: Mariana Ximenes
- Kids' Choice Awards

Melhor Atriz: Mariana Ximenes